# De Graff (Minnesota)
De Graff – miasto w Stanach Zjednoczonych, w stanie Minnesota, w hrabstwie Swift.